# Vandstjerne
Vandstjerne (Callitriche) er en slægt med 25-30 arter, der er udbredt over hele verden undtagen det sydlige Afrika. Det er en- eller flerårige, urteagtige planter med en krybende vækst eller en nedsænket livemåde. Skuddenen er trådagtige og bærer modsatstillede blade. Bladenes form varierer stærkt mellem arterne og afhængigt af voksestedets miljø. Planter, der er nedsænket i vand, har oftest smalt lancetformede eller linjeformede blade, hvorimod planter, der har stænglerne over vandet, har elliptiske eller spatelformede blade, og planter på tørt land har ægformede eller runde blade. Blomsterne er enkønnede, og planterne kan være enten særkønnede eller tvebo. Blomsterne sidder enkeltvis eller parvis i bladhjørnerne. Hanlige blomster består kun af 1-3 støvdragere, mens de hunlige består af en frugtknude med to grifler. Frugterne er firedelte, bæragtige spaltefrugter.
Slægten Vandstjerne er den eneste, hvor man har påvist både vandbåren og luftbåren befrugtning 
| Beskrevne arter |

- Rosetvandstjerne (Callitriche cophocarpa)
- Smalbladet vandstjerne (Callitriche hamulata)
- Høstvandstjerne (Callitriche hermaphroditica)
- Fladfrugtet vandstjerne (Callitriche platycarpa)
- Storfrugtet vandstjerne (Callitriche stagnalis)
- Stilkfrugtet vandstjerne (Callitriche brutia)

| Andre arter |

- Callitriche deflexa
- Callitriche fallax
- Callitriche palustris

## Note
1. ↑  C. Thomas Philbrick og Donald H. Les: Phylogenetic studies in Callitriche: implications for interpretation of ecological, karyological and pollination system evolution Arkiveret 29. oktober 2012 hos  Wayback Machine en undersøgelse af evolutionen bag denne slægts bestøvningsforhold. (engelsk)